# يسوع في المندائية
في المندائية، ذُكر يسوع أو مشيحا (بالسريانية: ܝܶܫܽܘܥ ܡܫܺܝܚܳܐ). في النصوص المندائية المقدسة مثل كنزا ربا وسفر يوحنا المندائي وحران كويثا. كما يعتقدون أن ميرياي، التي تحولت من اليهودية إلى المندائية، هي أم يسوع.

## في النصوص المندائية
في سفر يوحنا المندائي، يشارك أنوش، وهو أوثرا من عالم النور الذي يمكن تشبيهه بأنوش، مع يسوع في حوارات ومسابقات وعظ في القدس.
في الكتاب الثاني من القسم الأول من كتاب كنزا يمين المقدس المندائي، رُبط بين يسوع مع نبو (كوكب عطارد) وأوروس. وفي موضع آخر، صُوّر يسوع أيضًا كواحد من حراس الماتارتا، حيث لعب دور الراعي الذي يقود جماعة من النفوس كقطيع من الأغنام.